# 베리 데넨

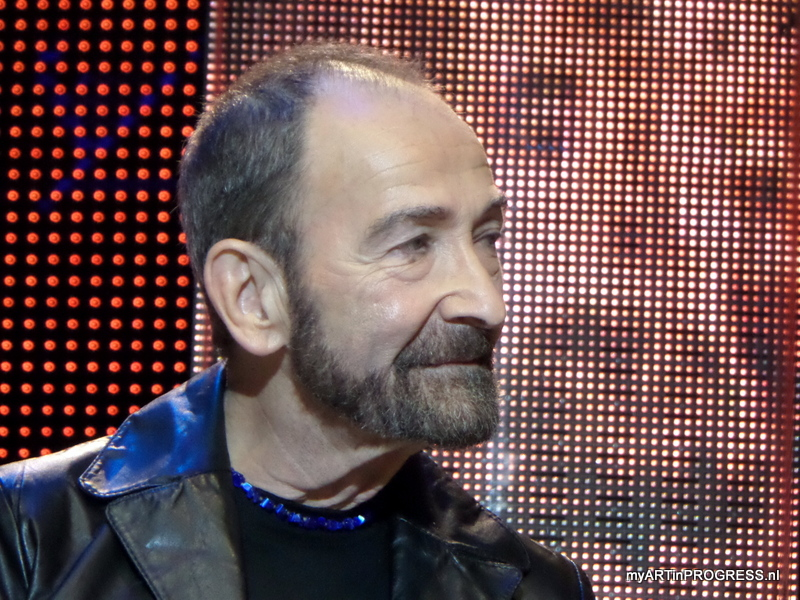

베리 데넨(Barry Dennen, 1938년 2월 22일 ~ 2017년 9월 26일)는 미국의 가수, 작가, 각본가, 연극 배우, 영화배우, 성우이다.
시카고에서 태어났으며 버뱅크에서 사망하였다. 할리우드 포에버 공동묘지에 매장되었다.

## 방송
- 우주인간 제시

## 영화
- 저스티스 리그 : 아틀란티스의 왕좌 (2015년) - 국방 보좌관 목소리 역
- 헤븐리 소드 (2013년)
- 타이타닉 (1997년) - 기도하는 남자 역
- 보디가드 대소동 (1994년)
- 에로스의 빨간 하이힐 (1991년)
- 우주인간 제시 (1989년)
- 낫 포 퍼블리케이션 (1984년)
- 슈퍼맨 3 (1983년)
- 다크 크리스탈 (1982년)
- 쇼크 트리트먼트 (1981년)
- 샤이닝 (1980년)
- 켄터키 프라이드 무비 (1977년)
- 형사 브레이건 (1975년)
- 지저스 크라이스트 슈퍼스타 (1973년)
- 배트맨 - 66년 TV 시리즈 (1966년) - Main czech hero 역